# Горная теньковка
Горная теньковка (лат. Phylloscopus sindianus) — вид птиц из рода пеночек, обитающий на Кавказе, в Турции, Иране, Таджикистане, Северном Пакистане, Западном Китае и северо-западной Индии.

## Описание
Размер горной теньковки — 10 до 11,5 см. Она является одной из самых мелких певчих птиц.

### Вокализация
Пение горной теньковки имеет быстрый темп и состоит из коротких слогов.

## Питание
Питается, в основном, мелкими насекомыми, чаще всего мухами. Может питаться ягодами и фруктами.

## Ареал
Горная теньковка селится в берёзовых лесах Кавказа, Памира, северного Ирана и Западного Китая. Также селится в камышовых зарослях на высоте от 1000 до 1200 метров над уровнем моря.

## Подвиды
Международный союз орнитологов выделяет 2 подвида:
- Phylloscopus sindianus lorenzii (Lorenz, 1887). Обитает от юга Кавказа до северо-запада Турции и Ирана; гнездование в основном неизвестно, возможно на более низких высотах к югу до Ирака и Кувейта. Во многих исследованиях последних лет рассмартивается как отдельный вид Phylloscopus lorenzii.
- {{btname|Phylloscopus sindianus sindianus|Brooks, 1880)}. Юг Тянь-Шаня, от Таджикистана к востоку до Куньлунь-Шаня и западного Алтун-Шаня, и к югу до Каракорума и северо-западных Гималаев в Пакистане и северо-западной Индии; не гнездится на более низких высотах, в основном в южном Пакистане, северо-западной Индии и, возможно, в прибрежном Иране.